# Jeunesse volée
Jeunesse volée (A Friend's Betrayal ou Stolen Youth) est un téléfilm américain réalisé par Christopher Leitch et diffusé en 1996.

## Résumé
À New York, une graphiste célèbre séduit le fils d'une de ses amies, un étudiant en médecine, au grand dam de la mère du garçon, qui tente de les séparer.

## Fiche technique
- Scénario : Hal Sitowitz et J.B. White
- Durée : 94 min
- Pays :  États-Unis

## Distribution
- Brian Austin Green (VF : Olivier Jankovic) : Paul
- Sharon Lawrence (VF : Déborah Perret) : Nina Talbert
- Harley Jane Kozak : Abby Hewitt
- John Getz : Dennis Hewitt
- Katie Wright : Cindy
- Jeremy Renner : Gulliver
- Ashleigh Aston Moore : Ella
- John Carroll Lynch : M. Franks
- Neal Lerner : l'architecte
- Ashley McDonogh : Heather
- Ray Baker : Robert